# Cesius
Cesius es un género de hepáticas perteneciente a la familia Gymnomitriaceae. Comprende 8 especies descritas y de estas, solo 3 aceptadas.

## Taxonomía
El género fue descrito por Samuel Frederick Gray y publicado en A Natural Arrangement of British Plants 1: 705. 1821. La especie tipo es: C. concinnatus (Lightfoot) S. F. Gray (=Jungermannia concinnata Lightfoot) 	

## Especies aceptadas
A continuación se brinda un listado de las especies del género Cesius aceptadas hasta marzo de 2015, ordenadas alfabéticamente. Para cada una se indica el nombre binomial seguido del autor, abreviado según las convenciones y usos.	
- Cesius adustus (Nees) Lindb.
- Cesius corallioides (Nees) Carruth.
- Cesius stygius (Hook. & Taylor) Berggr.